# Moringua macrochir
Moringua macrochir är en fiskart som beskrevs av Bleeker, 1855. Moringua macrochir ingår i släktet Moringua och familjen Moringuidae. Inga underarter finns listade i Catalogue of Life.